# Scarlet Aura
Scarlet Aura (bis 2015: AURA) ist eine 2014 gegründete rumänische Heavy-Metal-Band aus Bukarest. Seit ihrer Gründung hat die Band acht Alben, eine Live-DVD und zwei EPs veröffentlicht.

## Geschichte
Im Oktober 2013 hatten Aura Danciulescu (Gesang) und Mihai „Myke D“ Danciulescu (Gitarre) die rumänische Rockband Stillborn verlassen, mit der sie 2011 in Bukarest eine Bon-Jovi-Show vor 60.000 Menschen eröffneten, um ihr eigenes Musikprojekt AURA zu gründen. Das erste Studioalbum mit dem Namen The Rock Chick wurde am 20. März 2014 bei Universal Music Romania veröffentlicht und enthielt zehn Lieder, die auf Rumänisch gesungen wurden. Das Album präsentierte eine Mischung aus Alternative, Pop-Rock und Melodic/Heavy Metal. AURA gewann schnell eine Fangemeinde und gewann im Juni 2014 die nationale Auswahl von The Road to Kavarna, um Rockmusik aus Rumänien beim Kavarna Rock Fest in Bulgarien zu vertreten. Im Juli gewann AURA den ersten Platz und den Publikumspreis beim Black Sea Battle of the Bands auf dem Kavarna Rock Fest.
AURA erlangte nach der Veröffentlichung ihres Albums The Rock Chick mehr und mehr Anerkennung und wurde als Vorgruppe bei zahlreichen Metal-Konzerten in Rumänien eingeladen. Im Dezember 2015 verkündete die Band ihren neuen Namen „Scarlet Aura“ während ihres Auftritts in Bulgarien als Vorgruppe für Accept. Die Band begann mit der Arbeit an ihrem zweiten Album, das 2016 unter dem Titel Falling Sky auf dem Label Pure Rock Records veröffentlicht wurde. Falling Sky wurde die erste englischsprachige Platte für Scarlet Aura, die sich in einem härteren Rock-Sound präsentierte und von Roy Z produziert wurde. Die Band begann mit dem Album international zu touren und begleitete 2016 Tarja Turunen auf ihrer Shadow-Shows-Tour als Support-Act mit neun Konzerten in Deutschland, Österreich und der Schweiz.
Die Falling Sky-Tournee wurde 2017 fortgesetzt und brachte die Band mit ihren ersten Solokonzerten zurück nach Deutschland. Im Verlauf der Tournee traten Scarlet Aura bei Festivals in ganz Osteuropa auf, unter anderem beim Midalidare Rock Festival in Bulgarien im Juni 2017 an der Seite von Doro und Gotthard.
Von da an setzte sich die Geschichte der Band mit neuem Management- und Plattenverträgen fort. Ein neuer Plattenvertrag im Juni 2017 mit der finnischen Firma Outlanders Productions brachte den rumänischen Act und ihre Musik dem Westen und Norden Europas näher, und es wurde das erste Material veröffentlicht, die Tribute-Cover-CD Memories, die elf klassische Rock- und Metal-Songs präsentiert und neu interpretiert. Zusätzlich wurde die Single The Beast Within Me im September 2017 veröffentlicht. In der zweiten Hälfte des Jahres 2017 brachte die Band ihre erste Headliner-Tournee mit 17 Konzerten nach Bulgarien, Rumänien, Deutschland, der Slowakei und Italien. Sie beendeten ihre Tournee 2017 mit dem Eröffnungskonzert DIO RETURNS im Rahmen der Arenele Romane in Bukarest.
Im Februar und März 2018 tourte die Band als Vorgruppe für Rhapsody auf ihrer 20th Anniversary Farewell-ReunionTour durch Europa und präsentierte in 24 Shows Musik aus ihren neuesten Alben Falling Sky und Memories. Diese Tournee wurde von der Wacken Foundation unterstützt.
Im März 2018 wurde bekannt gegeben, dass Scarlet Aura die brasilianische Power-Metal-Band Angra als Special Guest an 31 Terminen auf ihrer Nordamerika-Tournee begleitet. Die Band wollte damit ihr viertes Album Hot’n’Heavy bewerben. Scarlet Aura gingen im September 2018 auf Headliner-Tournee in Europa (Ukraine, Russland und Baltikum) und 26 Headliner-Shows in China (November bis Dezember 2018), auf der sie ihr neues Album promoteten. Hot’n’Heavy wurde im September 2018 digital und im März 2019 physisch (Digipak und Double-Gatefold-LP) veröffentlicht. Mit diesem Album schlug die Band eine neue Richtung ein, mit starken Einflüssen von Symphonic und Power Metal bis hin zu Heavy Metal, aber mit dem charakteristischen Klang von Scarlet Aura. Die Songs des Albums weisen einen massiven Sound und düstere, tiefgründige Texte auf.
Das Album Hot’n’Heavy stellte zudem den ersten Teil einer konzeptuellen Trilogie namens The Book of Scarlet dar, die aus drei Alben mit jeweils begleitenden Fantasy-Büchern besteht. Die Bücher werden von Aura Danciulescu geschrieben und verbinden die Texte der Lieder aus den Alben mit der Geschichte einer Figur namens Scarlet, die das Publikum neben dem Album in die außergewöhnliche Welt von Scarlet Aura eintauchen lässt. Das erste Buch in der Trilogie, das zusammen mit Hot’n’Heavy erschien war, heißt The Book of Scarlet – Ignition. Das Album wurde von den Kritikern sehr gut aufgenommen, weshalb die Band in zahlreichen Veröffentlichungen in Legacy, Break Out, Orkus! und anderen Magazinen erwähnt wurde.
Im Jahr 2019 konzentrierten sich Scarlet Aura hauptsächlich auf das Schreiben von neuem Material und auf die Vorbereitung ihres fünften Studioalbums Stormbreaker, das am 27. März 2020 veröffentlicht wurde – das zweite Album aus der Trilogie. Die erste Single High In The Sky wurde im August 2019 veröffentlicht und enthüllte den Stil, den Sound und die Richtung der Band für das kommende Album. Sowohl die Single als auch das Album wurden über Silver City Records, das bandeigene Plattenlabel, veröffentlicht. Der zweite Band der Trilogie The Book of Scarlet – Scarlets United soll noch vor Ende 2020 veröffentlicht werden.
Im September 2019 ging Scarlet Aura mit Jeff Scott Soto auf Tournee mit Shows in Großbritannien, den Niederlanden, Belgien, Schweden, Dänemark und Deutschland.
Im April 2020 traten Scarlet Aura zusammen mit Visions of Atlantis, Edenbridge und Leecher (als Opener) bei 15 europäischen Shows auf, um die Veröffentlichung des Albums Stormbreaker zu supporten. Am 16. Oktober 2020 veröffentlichte Scarlet Aura eine neue Single. Im Juli 2020 unterschrieb Scarlet Aura einen globalen Digitalvertriebsvertrags mit Universal Music für das nächste Album.
2021 verließ Schlagzeuger Sorin Ristea die Band verließ und wurde durch Matthias Klaus ersetzt. Das sechste Studioalbum Genesis of Time, das zugleich den Abschluss der The Book of Scarlet-Trilogie darstellte, wurde am 10. September 2021 veröffentlicht. Am 26. November 2021 veröffentlichte die Band ihre zweite Weihnachts-Single – eine schwere Metal-Version von Rockin’ Around the Christmas Tree, wodurch sie die Tradition fortführten, die sie 2020 mit einer schweren Version von Jingle Bell Rock begonnen hatten. An demselben Tag trat Scarlet Aura der internationalen Buchungsagentur Nine Lives Entertainment bei.
2022 wurde das Doppel-Akustikalbum Under My Skin veröffentlicht. Single daraus waren Ya Svoboden / I Am Free und Glimpse in the Mirror. Ebenfalls 2022 veröffentlichten Scarlet Aura die neue Live-Show Rock United by Scarlet Aura, bei der als besondere Gäste Doro und Ralf Scheepers von Primal Fear auftraten. Im November 2022 die 3. Weihnachts-Cover-Version im Metal-Stil Feliz Navidad veröffentlicht. Am 24. März wurde die Single Rock în sânge și voință veröffentlicht, gefolgt von der Veröffentlichung des gleichnamigen Albums am 5. Mai. Rock în sânge și voință umfasste 11 Titel, die alle vollständig auf Rumänisch geschrieben wurden, was die musikalischen Wurzeln und das kulturelle Erbe der Band zeigt. Am 24. November hat die Band ihre traditionelle Heavy-Metal-Weihnachtscoverversion veröffentlicht, diesmal von Mariah Carey All I Want for Christmas is You.
Im März 2024 veröffentlichte Scarlet Aura die Single „Ochii Care Nu Se Văd“. Ihr Album „Rock-Stravaganza“ kam im Juli 2024 heraus.

## Diskografie
Alben
- 2014: The Rock Chick (Universal Music Romania)
- 2016: Falling Sky (Pure Rock Records)
- 2017: Memories (Outlanders Productions)
- 2021: Falling Sky – 5th Anniversary edition (Universal Music Romania & Silver City Records)
- 2022: Under My Skin (2CD) (Universal Music Romania & Silver City Records), The Book of Scarlet Trilogy
- 2019: Hot'n'Heavy (Silver City Records)
- 2020: Stormbreaker (Silver City Records)
- 2021: Genesis of Time (Universal Music Romania & Silver City Records)
- 2022: Under My Skin (2CD) (Universal Music Romania & Silver City Records)
- 2023: Rock în Sânge și Voință (Universal Music Romania / Silver City Records)
- 2024: Rock-Stravaganza (Universal Music Romania / Silver City Records)

EPs
- 2017: The Beast Within Me (Outlanders Productions)
- 2019: High in the Sky (Silver City Records)

Live  (CD/DVD)
- 2018: Scarlet Aura – live in concert (Outlanders Productions)

Weihnachtssingles
- 2020: Jingle Bell Rock (Universal Music Romania / Silver City Records)
- 2021: Rockin’ Around Christmas Tree (Universal Music Romania / Silver City Records)
- 2022: Feliz Navidad (Universal Music Romania / Silver City Records)
- 2023: All I Want for Christmas is You (Universal Music Romania / Silver City Records)

## Bücher
- The Book of Scarlet vol. I – Ignition (2018. Second edition: 2019). ISBN 978-3-96443-979-6.
- The Book of Scarlet vol. II – Scarlets United (2021). ISBN 978-606-067-024-7.

## Auszeichnungen
| Jahr | Veranstaltung                  | Kategorie                     | Ergebnis     |
| ---- | ------------------------------ | ----------------------------- | ------------ |
| 2014 | The Road to Kavarna (Rumänien) | Finale                        | Gewonnen     |
| 2014 | Kavarna Rock Fest (Bulgaria)   | Black Sea Battle of the Bands | Auszeichnung |

## Charts
High In The Sky erreichte am 27. Mai 2020 in den rumänischen iTunes-Charts den 1. Platz in den Kategorien „Metal“ und „Rock“ und den 8. Platz in „Alle Kategorien“.
Stormbreaker erreichte am 27. Mai 2020 in den rumänischen iTunes-Charts als N1-Album in den Kategorien „Metal“ und „Rock“ seinen Höhepunkt und erreichte in den rumänischen iTunes-Charts Platz 2 in „Alle Kategorien“.